# Ribe VikingeCenter
Das Ribe VikingeCenter (nicht zu verwechseln mit dem Museet Ribes Vikinger) ist ein 1992 gegründetes Freilichtmuseum in Dänemark. Es liegt etwa zwei Kilometer südlich des Ortskerns von Ribe, in der Nähe des Dorfes Lustrup.
Auf dem knapp zehn Quadratkilometer großen Gelände befinden sich verschiedene Gebäude und Gehöfte, die anhand von archäologischen Befunden aus der Wikingerzeit rekonstruiert wurden. Das Gelände wird von einem Bach durchzogen. An einer Landestelle ist ein wikingerzeitlicher Bootsnachbau festgemacht. Im Eingangsbereich des Museums ist ein Besucherzentrum mit Museumsladen, der Bücher, Spielwaren und verschiedene kunsthandwerkliche Waren zum Verkauf bereithält.
Eine Besonderheit des Ribe VikingeCenter sind in den Sommermonaten die Kunsthandwerker aus verschiedenen Orten Europas, die dort in kleineren Zelten ihre Fertigkeiten zeigen und kunsthandwerkliche Gegenstände verkaufen. Diese bezeichnen sich untereinander als „Hobby-Wikinger“. Weiterhin gibt es dort Vorführungen von Bogenschützen und Falknern.
Das Ribe VikingeCenter ist ab Ende April bis Ende Oktober geöffnet. Für Kinder ist ein großzügiger Spielplatz mit verschiedensten Spielgeräten eingerichtet, die Fabelwesen aus der Wikingerzeit, wie beispielsweise Midgardschlangen, Fenriswolf und dem Riesen Hymir nachempfunden sind.

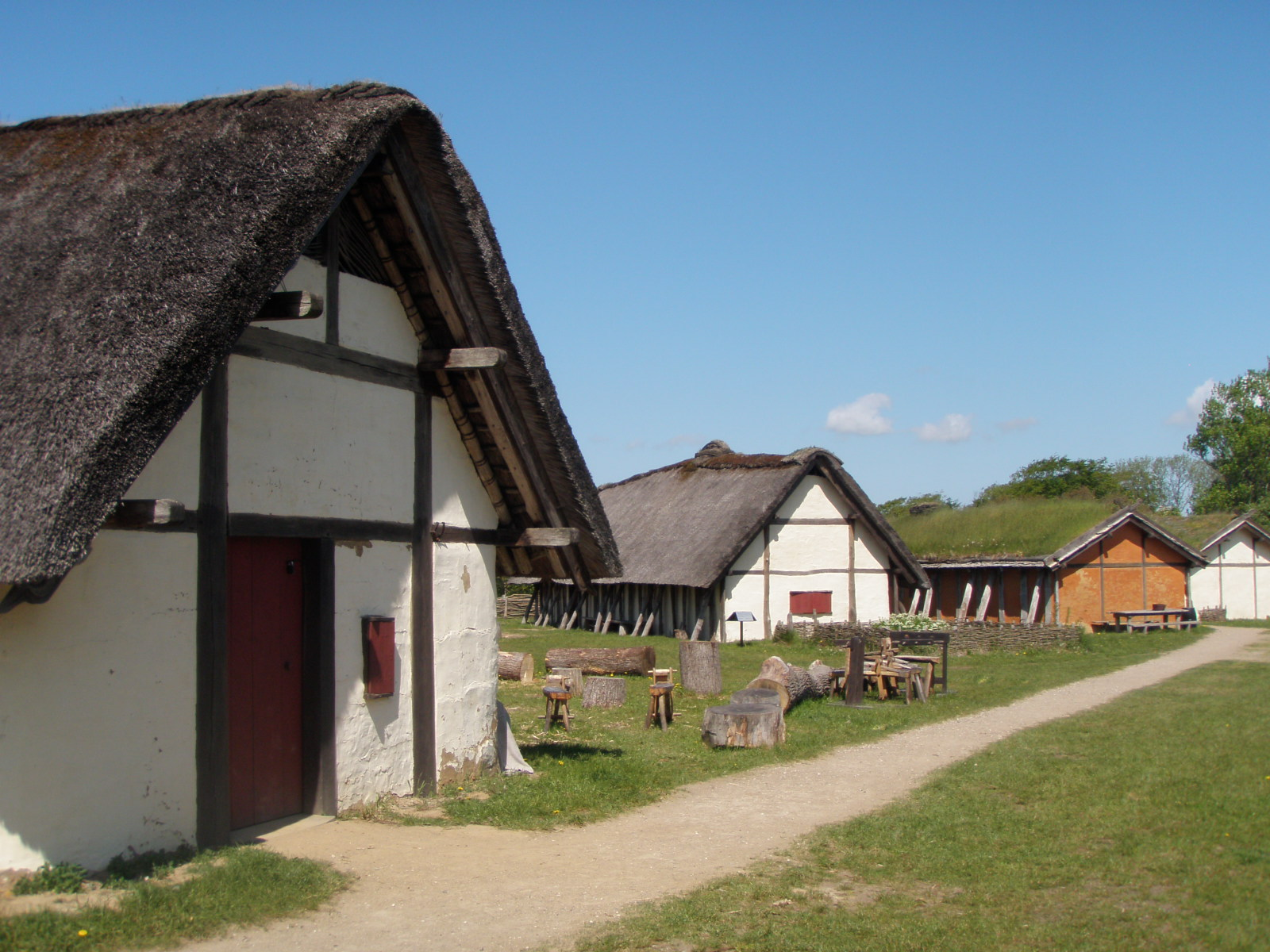
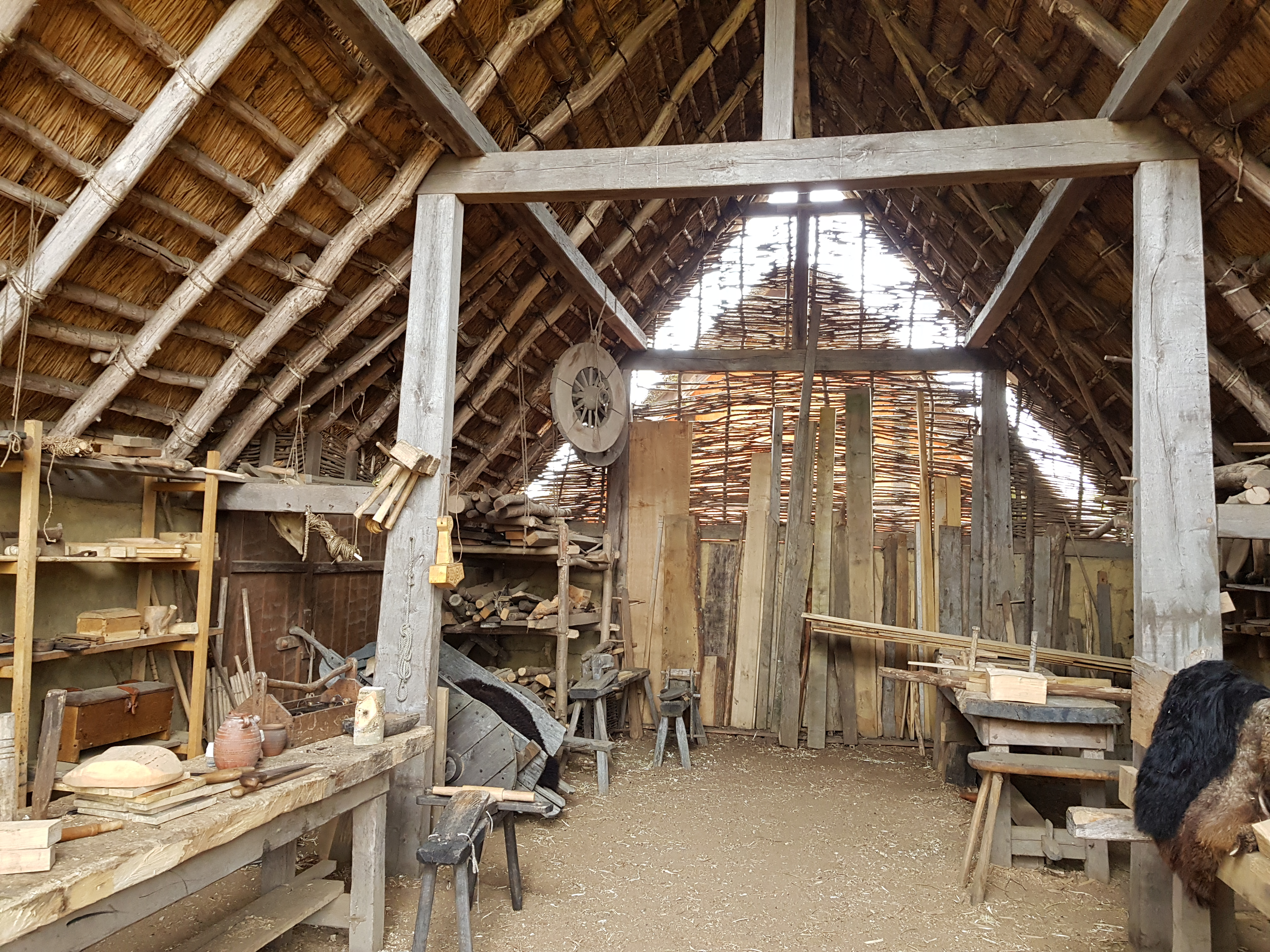
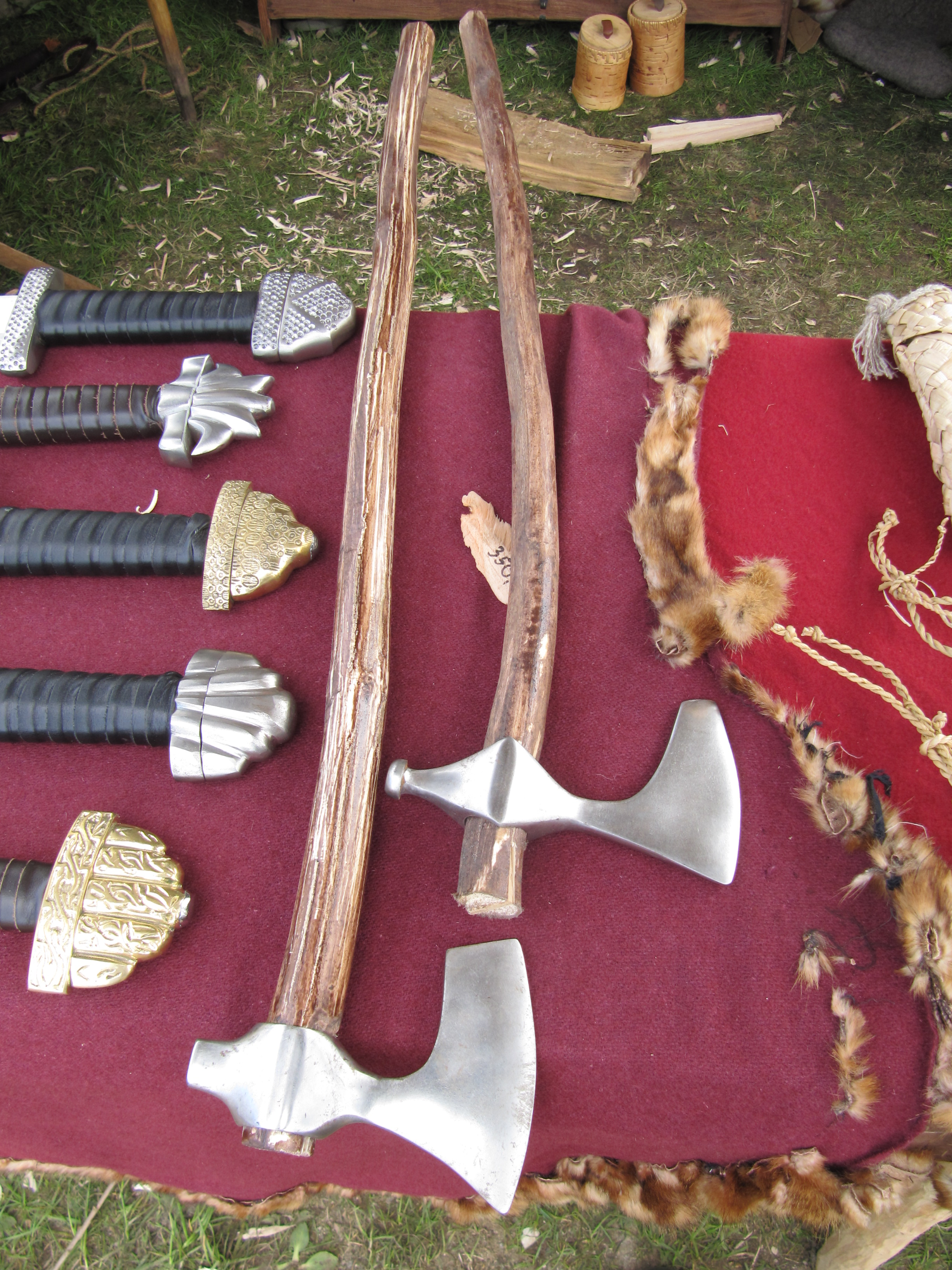